# 알렉산드루 셰르버네스쿠

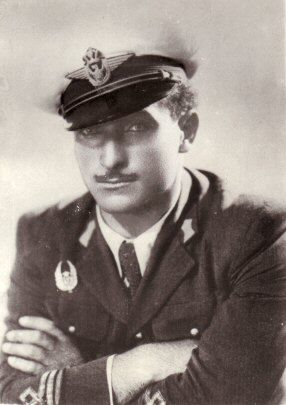

알렉산드루 "알레쿠" 세르버네스쿠(루마니아어: Alexandru "Alecu" Șerbănescu: 1912년 5월 17일 - 1944년 8월 18일)는 제2차 세계대전기 루마니아의 전투기 조종사다. 적기 47기를 격추한 에이스였다.
1942년 봄 제7전투비행집단 파일럿으로 배속되어 동부전선에서 독일군과 함께 소련군과 싸웠으며, 스탈린그라드 전투 등에 종군했다. 탑승 기체는 IAR 80과 메서슈미트 Bf 109. 1944년 조국이 연합국으로 편을 갈아타기 불과 5일 전에 격추되어 전사했다.